# María de Cáceres y Olmedo
María de Cáceres y Olmedo (Madrid, 1622 – Arenas de San Pedro, 25 d'abril de 1668), coneguda amb el nom religiós de María de la Santísima Trinidad, va ser una religiosa agustina recol·lecta castellana.
Va néixer a la vila de Madrid el 1622. Era filla de Juan de Cáceres i d'Ana de Olmedo. Va prendre l'hàbit d'agustina recol·lecta al convent de San Juan Bautista d'Arenas de San Pedro, on va professar l'any 1643. Al llarg de tota la seva vida, va dedicar-se a l'activitat contemplativa de manera continuada. Hom afirma que Cáceres no va dormir mai en un llit mentre va tenir salut, i que s'infligia penitències i disciplines dures: passava moltes nits de genolls i amb els braços en creu, practicava el vot de silenci i el dejuni. Va exercir molts dels càrrecs de la comunitat fins a arribar a ser prelada, a més d'assistir al cor del convent. D'altra banda, fra Alonso Villerino li atribueix diverses profecies de successos i altres actes de caràcter místic. Al final de la seva vida va patir moltes malalties, entre les quals la pèrdua d'un ull i la dislocació d'un genoll, que hom afirma que va viure sempre amb resignació. La darrera malaltia va ser la més llarga, una durada de vuit mesos, i que la va conduir, finalment, a la mort, el 25 d'abril de 1668. Cáceres va escriure la seva vida per obediència, tanmateix, va demanar cremar-la per humilitat al seu confessor i la seva superiora, un desig que se li va concedir.